# Marktordnung
Marktordnung ist im Rahmen der staatlichen oder freiwilligen Ordnungspolitik die Marktregulierung von Angebot, Nachfrage oder Preisbildung durch Rechtsnormen für einen bestimmten Markt.

## Allgemeines
Insbesondere in der Marktwirtschaft können sich Angebot und Nachfrage frei und zwanglos entfalten, es gilt der Grundsatz der Marktfreiheit. Das freie Spiel von Angebot und Nachfrage (Anbieter- und Konsumentensouveränität) gehört zu den konstitutiven Elementen einer Marktwirtschaft. Um das Marktgeschehen für die Marktteilnehmer und die Öffentlichkeit kalkulierbar zu gestalten, homogene Strukturen zu schaffen und letztlich ein Marktversagen zu verhindern, müssen Märkte bestimmten Transaktionsregeln unterworfen werden. Sie sollen das Marktverhalten der Marktteilnehmer, Marktorganisation und Markttransparenz bestimmten Normen unterwerfen, um die Funktionsfähigkeit der Märkte sicherzustellen. Das Marktgeschehen kann wegen der gegensätzlichen Interessen der Marktteilnehmer (Anbieter wünschen möglichst hohen Preis, Nachfrager wünschen möglichst niedrigen Preis) nur durch festgelegte Regeln kontrolliert ablaufen.

## Geschichte
Die Warenmärkte des Mittelalters entstanden als so genannte Präsenzmärkte, auf denen die persönlich anwesenden Anbieter den ebenfalls anwesenden Nachfragern ihre physisch vorhandenen Handelswaren feilboten. Die Marktteilnehmer handelten gegenseitig die Marktpreise aus. Der Lokoabschluss bestand aus vorrätiger, sofort lieferbarer, „greifbarer“ Ware. Die Märkte mussten öffentlich sein, um einen gerechten Handel zu ermöglichen. Eigens dafür ernannte Marktaufseher sollten die Aktivitäten im Auge behalten, abweichendes Verhalten mahnen und Ansprechpartner für Betroffene sein. Es handelte sich um städtische Bedienstete, die die Einhaltung der Marktordnung überwachten und das Marktgefälle einnahmen. Marktgefälle waren die Abgaben der Händler und Bürger an den Marktherrn. 
Bereits im Jahre 1017 ist im Stadtrecht von León ein Marktaufseher erwähnt, ihm unterstand nicht nur die Marktpolizei, er nahm auch die Rechtsprechung wahr. Der Markt bildete – nicht nur in Spanien – das Handelszentrum der Stadt. Eine der ersten deutschsprachigen Marktordnungen ist 1190 für die österreichische Stadt Enns belegt. Im 13. Jahrhundert gab es in Nürnberg mindestens 4 überwachte Jahrmärkte (Walpurgismarkt am 1. Mai, Johannismesse am 24. Juni, Egidimesse am 1. September und die Michaelsmesse am 29. September). Die älteste erhaltene Wiener Marktordnung von 1250 enthielt Preisfestsetzungen und Qualitäts- und Gewichtsvorgaben. Um 1253 gab es eine Berliner Markt- und Gewerbeaufsicht, die beispielsweise falsche Maße und Gewichte mit Geldstrafe ahndete und andere Marktvergehen unter Strafe stellte (Schupfstuhl, Schimpfsteine). König Ludwig der Bayer erließ im September 1318 eine Marktordnung für Nürnberg, die Marktfrevler mit einer Strafe von 1000 Mark reinen Goldes belegte. Auf dem Kölner Alter Markt gab es seit 1424 einen Käfig („Käx“), in welchem Marktfrevler öffentlich zur Schau gestellt wurden. Am 7. Juli 1568 musste eine gewisse Sophie von Daelen als Diebin vormittags in den „Käx“, um dort „schanden zu stehen“. 
Im Hinblick auf den zunehmenden Handel mit vertretbaren Waren entwickelten sich die Börsen als Sonderform des Marktes. Die ersten Warenbörsen fungierten bereits teilweise nicht mehr als Präsenzbörsen. In Brügge entstand 1409 weltweit die erste dieser Art, sie fand vor dem Haus der reichen Kaufmannsfamilie van der Beurse (niederländisch beurs, „Geldbeutel“) statt, die Güter waren nicht präsent. Die ältesten deutschen Warenbörsen entstanden 1540 in Augsburg und Nürnberg; Für die Nürnberger Börse wurden 1560 vom Rat Handelsregeln erlassen und als Marktordnung für alle sichtbar auf einer Tafel am Herrenmarkt angebracht. 
Mit dem Aufkommen der Wertpapierbörsen verschwand die Präsenz völlig. Anbieter und Nachfrager ließen sich durch Börsenhändler vertreten, die standardisierten Handelsobjekte (Aktien, Anleihen) lagerten woanders, die Börsenkurse handelten nicht die Anbieter und Nachfrager untereinander aus, sondern überließen dies den Börsenmaklern. Diese Abwesenheit von Marktteilnehmern und Handelsobjekten erforderte strengere Regeln. Die erste Börsenordnung in Preußen stammte vom 25. Februar 1739, galt inhaltlich jedoch noch nicht als Börsenordnung im heutigen Sinne. Erst deren Neufassung vom Juli 1805 mit einem vollkommeneren und ausführlicheren „Börsen-Reglement“ erfüllte diese Voraussetzungen. Auch das Einführungsgesetz zum ersten deutschen Handelsgesetzbuch vom Juni 1861 enthielt börsenaufsichtsrechtliche Ansätze. Das erste Börsengesetz trat im Januar 1897 in Kraft. In der Folge kam es zu zahlreichen Neuregelungen, so etwa für das Börsentermingeschäft (Mai 1908), Kursmaklerwesen (Dezember 1934) oder die Börsenorganisation (April 1975).
In der Volkswirtschaftslehre entwickelten sich ab 1920 zwei gegensätzliche Theorien zur Marktregulierung. Adam Smith ging in seinem Buch Der Wohlstand der Nationen im März 1776 noch davon aus, dass der marktwirtschaftliche Preismechanismus das Angebot und die Nachfrage durch die „unsichtbare Hand“ (englisch invisible hand) zum Ausgleich bringe. Erst Arthur Cecil Pigou erkannte 1920, dass die Marktregulierung ein Marktversagen verhindern könne. Demgegenüber nahm George Stigler 1971 an, dass in der Marktwirtschaft die Marktregulierung von den Marktteilnehmern selbst ausgehe. Damit sehen die normativen Theorien das Marktversagen als Ursache der Marktregulierung und beschreiben ex post die Notwendigkeit einer Regulierung. Der von Stigler vertretene positive Ansatz hingegen zeigt ex ante den sozioökonomischen Prozess der Entstehung von Regulierungsbemühungen auf. Ursache von Marktversagen kann bereits eine starke asymmetrische Information sein, so dass es nicht genügt, die Marktregulierung alleine den Marktteilnehmern zu überlassen.

## Arten
Zu unterscheiden ist zwischen der totalen Lenkung der Märkte in einer Zentralverwaltungswirtschaft und einer partiellen Lenkung in Teilbereichen wie auf landwirtschaftlichen Märkten in der Marktwirtschaft.
- In Zentralverwaltungs- und Planwirtschaften unterliegen Märkte einer intensiven staatlichen Kontrolle. Der Staat behält sich Markteingriffe vor, der Interventionismus wird systematisch betrieben. Zu diesem Zweck erlässt er strenge Regeln, deren Einhaltung eine umfassende Kontrolle erfordern. Er greift in die Autonomie der Anbieter und Nachfrager ein, indem er Produktionsmengen und Preise vorgibt und umfassend Marktmechanismen lenkt.
- Durch Marktordnung soll die Marktwirtschaft nicht überwunden werden, sondern sie soll systematisch ordnend beeinflusst werden.[14] In Marktwirtschaften werden die Märkte allgemein nur in einem Umfang reglementiert, der mit dem öffentlichen Interesse und dem Gemeinwohl vereinbar ist oder wenn Märkte von ihrer Marktstruktur her nicht von selbst funktionieren. Deshalb sind Marktordnungen vorzugsweise in Wirtschaftszweigen vorzufinden, die als ungeeignet für eine marktinterne Preisfindung angesehen werden.[15] Dazu gehören insbesondere der Arbeitsmarkt und der Agrarmarkt. Insgesamt werden Marktregulierungen als Ausnahmeerscheinungen angesehen, die gerechtfertigt sein müssen.[16]

Zudem unterscheidet man zwischen einer Marktordnung, die sich ein Markt selbst gibt (marktinterne Ordnung; Marktsatzung wie die Börsenordnung) und einer durch den Staat oder Behörden vorgegebenen gesetzlichen Marktordnung.

## Marktordnungen heute
Marktordnungen gibt es international auf lokalen Märkten genauso wie auf globalen Märkten. Sie unterscheiden sich in der Intensität und den Instrumenten der Marktüberwachung.
Ziel der Agrarmarktordnung ist staatliche Preisbildung, um Erzeugern und Verbrauchern ein stabiles Preisniveau bei stetiger Versorgung zu sichern. Die ersten landwirtschaftlichen Marktordnungen entstanden in Deutschland 1930 während der Weltwirtschaftskrise, die zugleich eine Agrarkrise war. Die folgenden Gesetze dienten der Preissicherung wie etwa das Gesetz zur Sicherung der Getreidepreise von 1933. In England gab es 1932 mit dem Marketing Act und 1935 dem Agricultural Marketing Act umfassende Kontingentierungen, in den USA sorgte im Mai 1933 der Agricultural Adjustment Act für eine Angleichung von Produktion und Bedarf. Die heutige Agrarmarktordnung gilt als Teil der Gemeinsamen Agrarpolitik in allen EU-Mitgliedstaaten und legt Preise und Mengen (siehe Milchquote) fest. 
Die Gemeinden erlassen heute auf ihren Wochenmärkten und dem kommunalen Großmarkt zur Aufrechterhaltung der öffentlichen Sicherheit und Ordnung eine Marktordnung (Marktverordnung, Marktsatzung). Diese Märkte stellen eine öffentliche Einrichtung dar, für die nach § 69 GewO die Ordnungsbehörde unter anderem für Groß-, Wochen-, Spezial- und Jahrmärkte Marktgegenstand, Zeit, Öffnungszeiten und Platz festsetzt. Diese Marktordnungen enthalten Einschränkungen der Marktteilnehmer (z. B. keine Personen mit meldepflichtigen Krankheiten), zugewiesene Standplätze, zulässige Verkaufseinrichtungen und sehen Marktaufseher vor.
Die am strengsten reglementierte Marktordnung gibt es nach wie vor für Börsen und den Wertpapierhandel allgemein (Börsengesetz, Börsenordnung, Wertpapierhandelsgesetz). Der durch Finanzkrisen häufig erschütterte Finanzmarkt hingegen ist noch weit entfernt von einer europaweiten und systematischen Finanzmarktordnung, die bisher lediglich in Teilbereichen verwirklicht ist.

## Zweck
Die fundamentale wirtschaftliche Aufgabe der Marktordnung besteht darin, die optimale Erfüllung der Marktfunktionen zu sichern. Das gelingt mit der Gewährleistung von Produzenten- und Konsumentensouveränität durch ordnungsgemäßen Wettbewerb und mit der Sicherstellung der Marktpreise als zuverlässigem Wertmaßstab. Mit Marktordnungen lassen sich indessen auch nicht-wirtschaftliche Zwecke verfolgen, etwa die Erhaltung landwirtschaftlicher Betriebe. Marktordnungen dienen heute nicht nur zur Organisation der Märkte und zur Reglementierung des Marktverhaltens, sondern werden von Aufsichtsbehörden zur Marktregulierung genutzt und ausgebaut. Der Gesetzgeber nutzt Fehlentwicklungen dazu, in Märkte ordnend einzugreifen, um die Marktordnung zu gewährleisten. Insbesondere unterliegen Telekommunikation oder Telemedien einer intensiven Regulierung durch marktordnende Vorschriften.